# Piui-verdadeiro
O Piui-verdadeiro, piuí-oriental ou piuí-do-leste (Contopus virens) é um pequeno papa moscas tirano da América do Norte.

## Taxonomia
Em 1760, o zoólogo francês Mathurin Jacques Brisson incluiu uma descrição do pewee de madeira oriental em sua Ornithologie com base em um espécime coletado nas Carolinas. Ele usou o nome francês Le gobe-mouche cendré de la Coroline e o latim Muscicapa Carolinensis cinerea. Embora Brisson tenha cunhado nomes latinos, estes não estão de acordo com o sistema binomial e não são reconhecidos pela Comissão Internacional de Nomenclatura Zoológica. Quando em 1766 o naturalista sueco Carl Linnaeus atualizou seu Systema Naturae para a décima segunda edição, ele adicionou 240 espécies que haviam sido descritas anteriormente por Brisson. Um deles era o pewee de madeira oriental. Linnaeus incluiu uma breve descrição, cunhou o nome binomial Muscicapa virens e citou o trabalho de Brisson. O nome específico virens é latim para "verde". Esta espécie é agora colocada no gênero Contopus que foi introduzido pelo ornitólogo alemão Jean Cabanis em 1855. A espécie é monotípica.

## Descrição

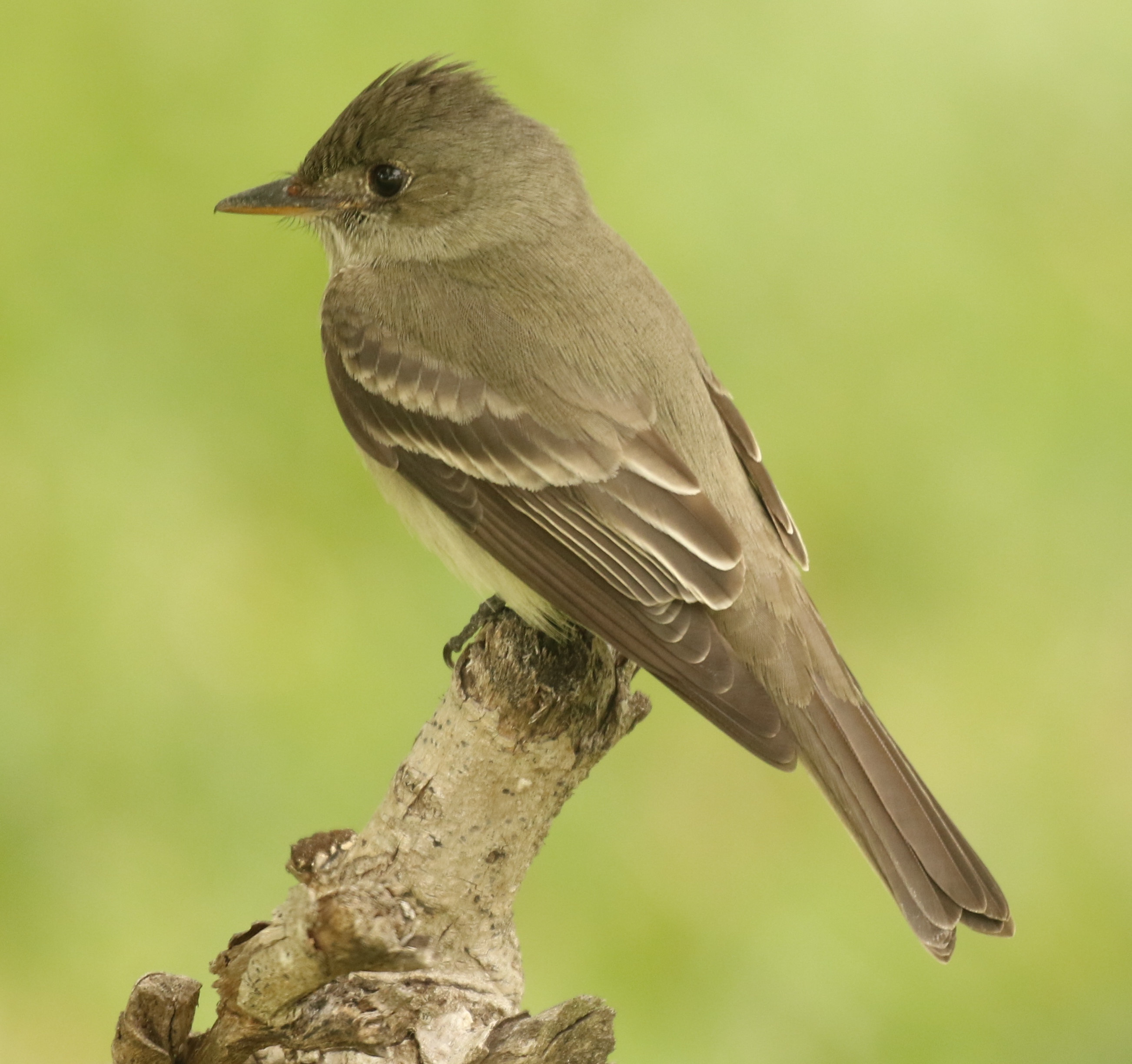
Ilha South Padre - Texas

O pewee de madeira oriental é 13.5–15 cm (5.3–5.9 in) de comprimento e pesa cerca 14 gramas (0,49 oz) . A envergadura varia de 9,1-10,2 polegadas (23–26 cm). Os sexos são iguais. O adulto é cinza-azeitona nas partes superiores com as partes inferiores claras, lavadas com azeitona no peito. Cada asa tem duas barras de asa pálidas, e os remiges primários são longos, dando à ponta da asa uma aparência fina e muito pontiaguda. A parte superior do bico é escura, a parte inferior é amarelada. As canções são basicamente um xixi triste assobiado dado em uma série, que deu a este pássaro seu nome, e um "pe-wee" com uma nota ascendente no final.
O pewee de madeira ocidental ( C. sordidulus ) é essencialmente indistinguível visualmente. Mas seu alcance é parapátrico a oeste do pewee da floresta oriental e seu canto — um tsee-tsee-tsee-peeer descendente — é inteiramente diferente.
O phoebe oriental ( Sayornis phoebe ) é semelhante, particularmente na plumagem desgastada após a reprodução. No entanto, sempre carece de barras de asa claramente definidas e balança a cauda com frequência. Tem uma projeção primária mais curta. O phoebe oriental também está presente nos criadouros em março, enquanto os pewees de madeira orientais não chegam até o final de abril e início de maio.  As músicas ( fee-bee, fee-bee ) e as chamadas ( chip ) são bem diferentes. O papa- moscas ( Empidonax minimus ) é bastante semelhante ao pewee de madeira oriental em plumagem, mas tem um anel de olho em negrito e projeção primária muito mais curta, parecendo bastante com asas rombas. Ele também tem uma conta mais curta e é menor no geral. Os cantos ( che-bec, che-bec ) e os cantos ( um whit afiado ) são muito diferentes.

## Estado de conservação
O pewee de madeira oriental é comum e difundido e, portanto, não é considerado globalmente ameaçado pela IUCN. Seus números, no entanto, estão diminuindo nas últimas décadas, possivelmente devido à perda de habitat florestal em sua faixa de inverno. Também é possível que o aumento de veados de cauda branca ( Odocoileus virginianus ) em sua área de reprodução tenha levado a uma mudança na vegetação e invertebrados associados nos níveis mais baixos das florestas decíduas onde o pewee de madeira oriental se reproduz.

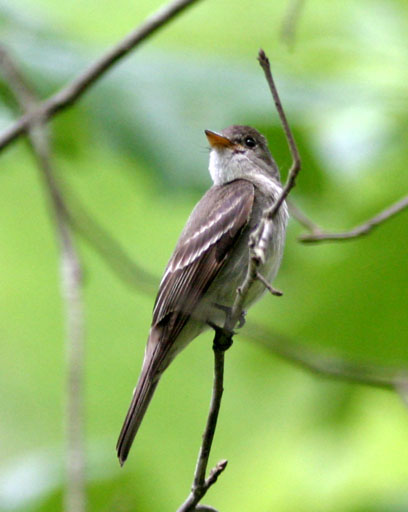
Pewee de madeira oriental, tem duas barras de asa claras e claras e longa projeção primária
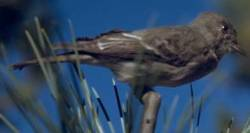
Pewee de madeira ocidental se parece com sua espécie irmã
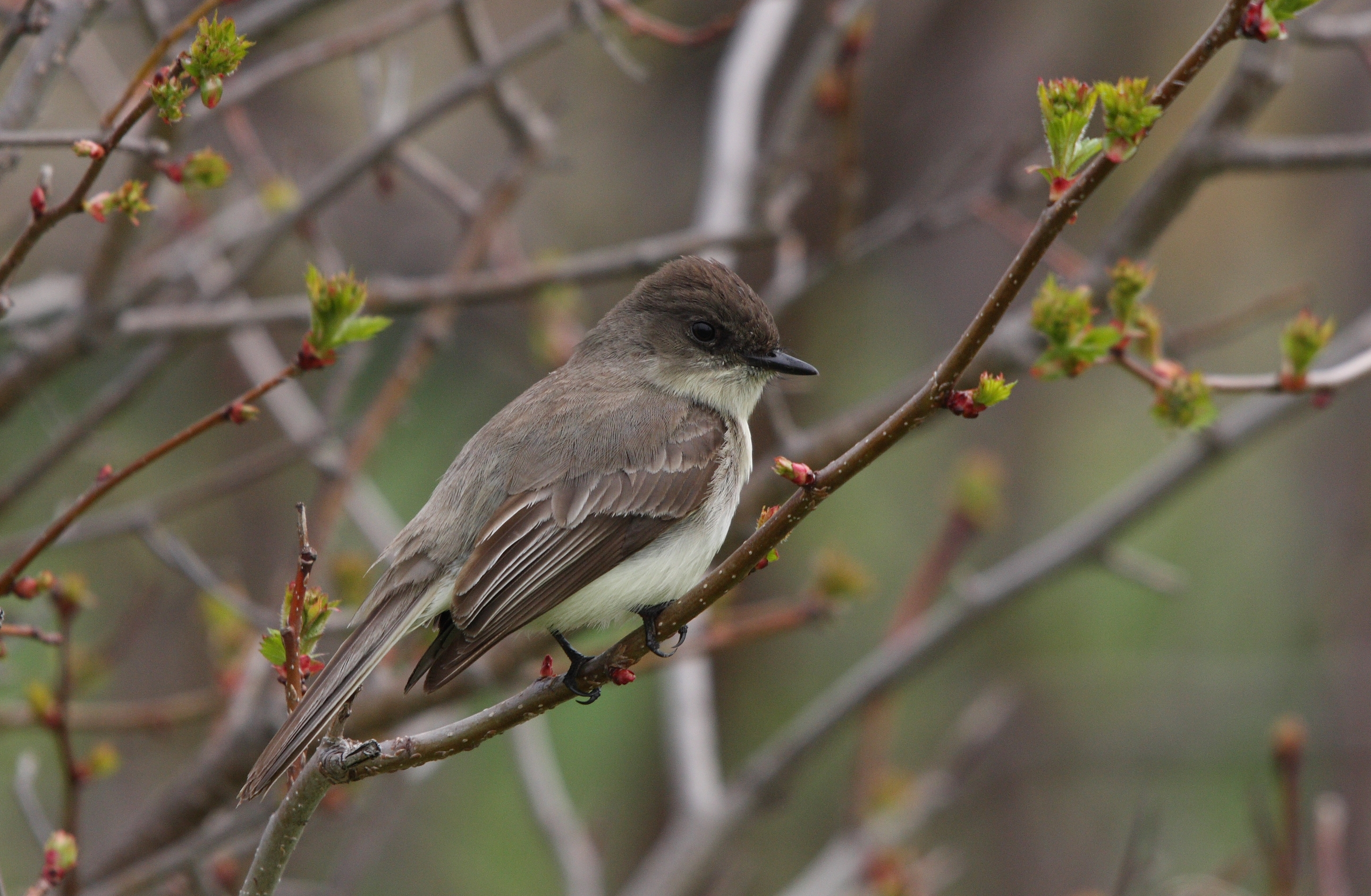
Phoebe oriental carece de barras de asa mais ousadas e tem projeção primária mais curta
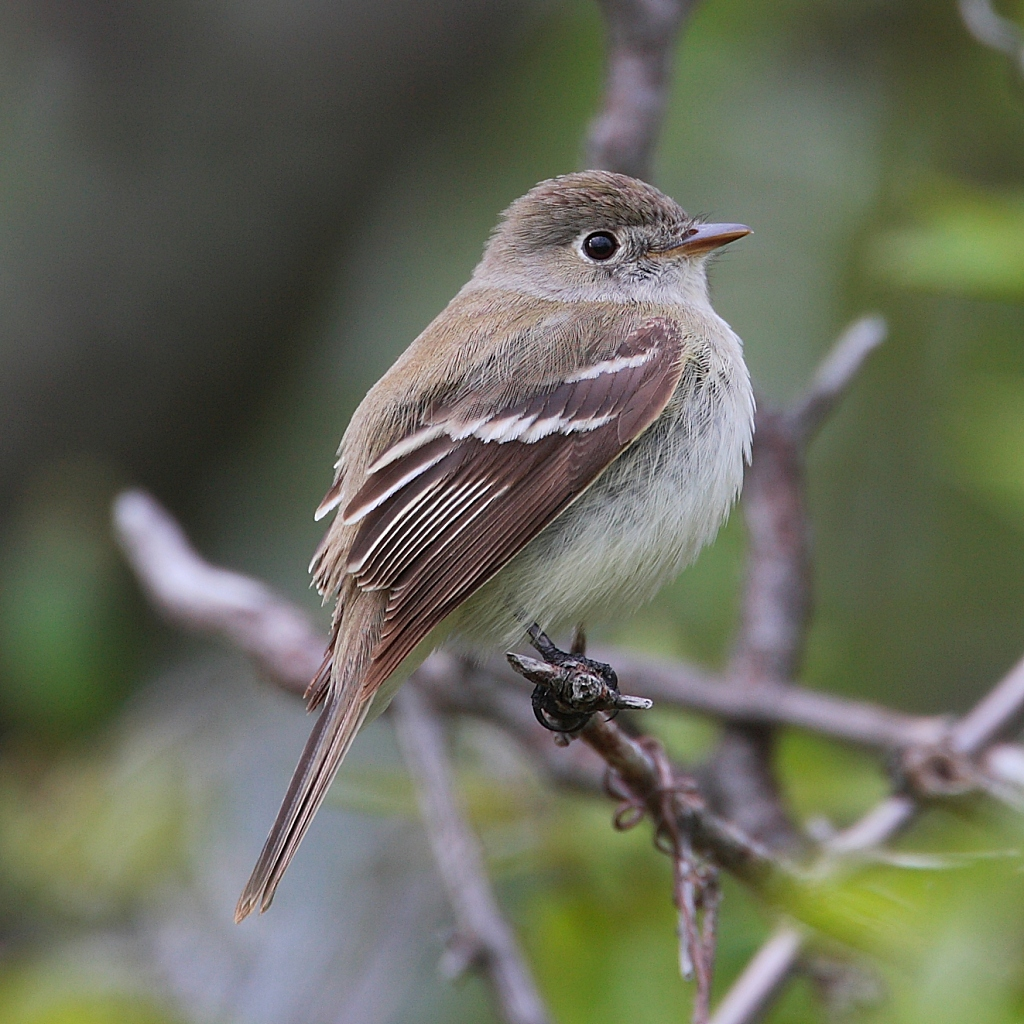
O menor papa-moscas tem anéis de olho em negrito e projeção primária mais curta